# Dobovski graben
Dobovski graben je potok, ki izvira v zahodno od vasi Dobje v občini Sevnica. Je edini večji desni pritok potoka Vranjski potok, ki se kot levi pritok izliva v reko Savo.